# Miomantis
Miomantis är ett släkte av bönsyrsor. Miomantis ingår i familjen Mantidae.

## Bildgalleri

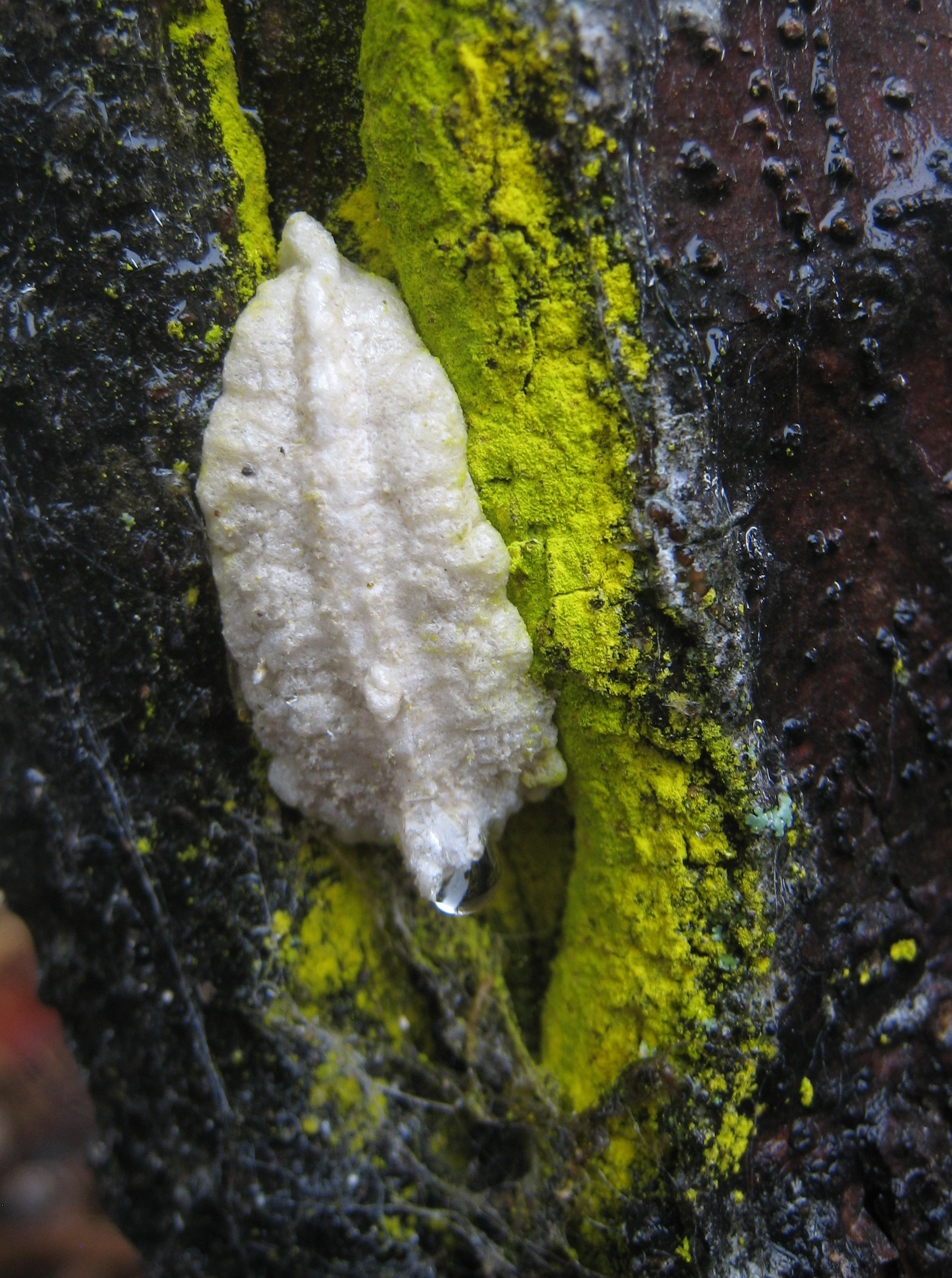
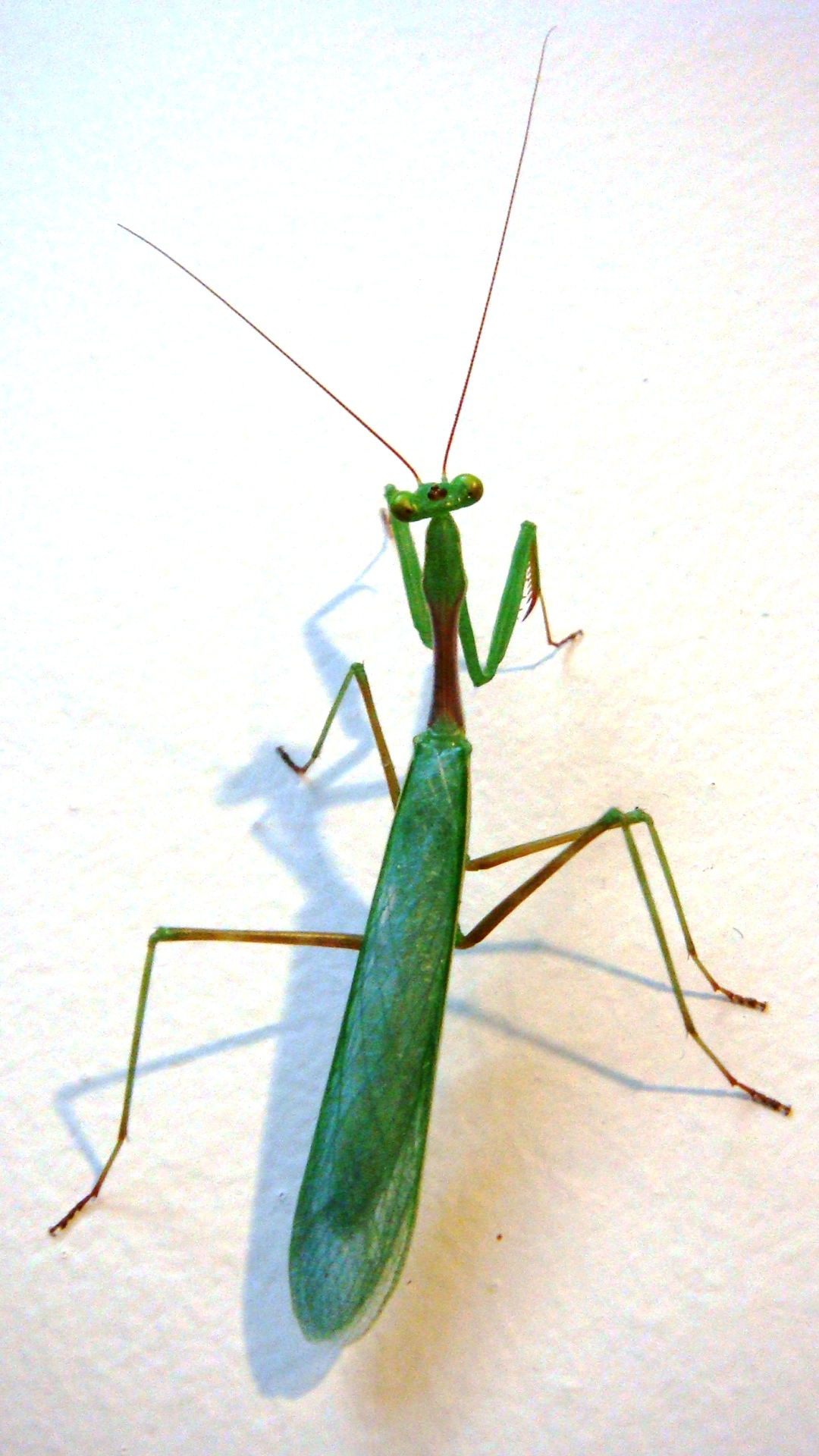
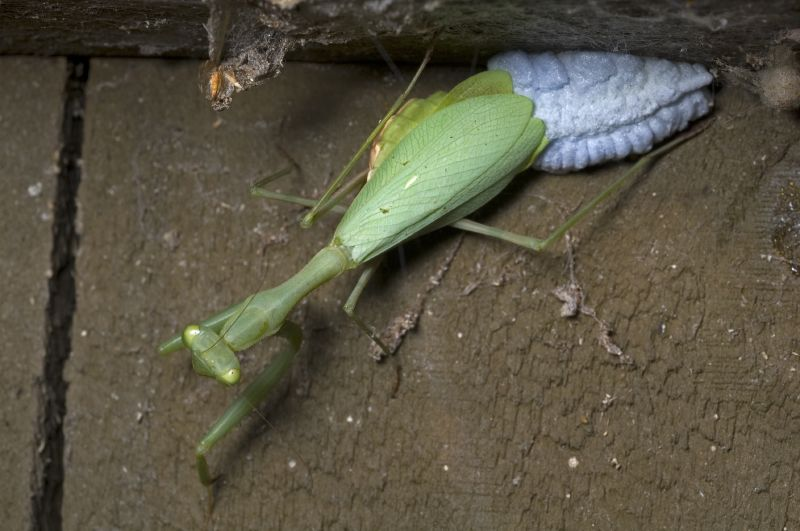
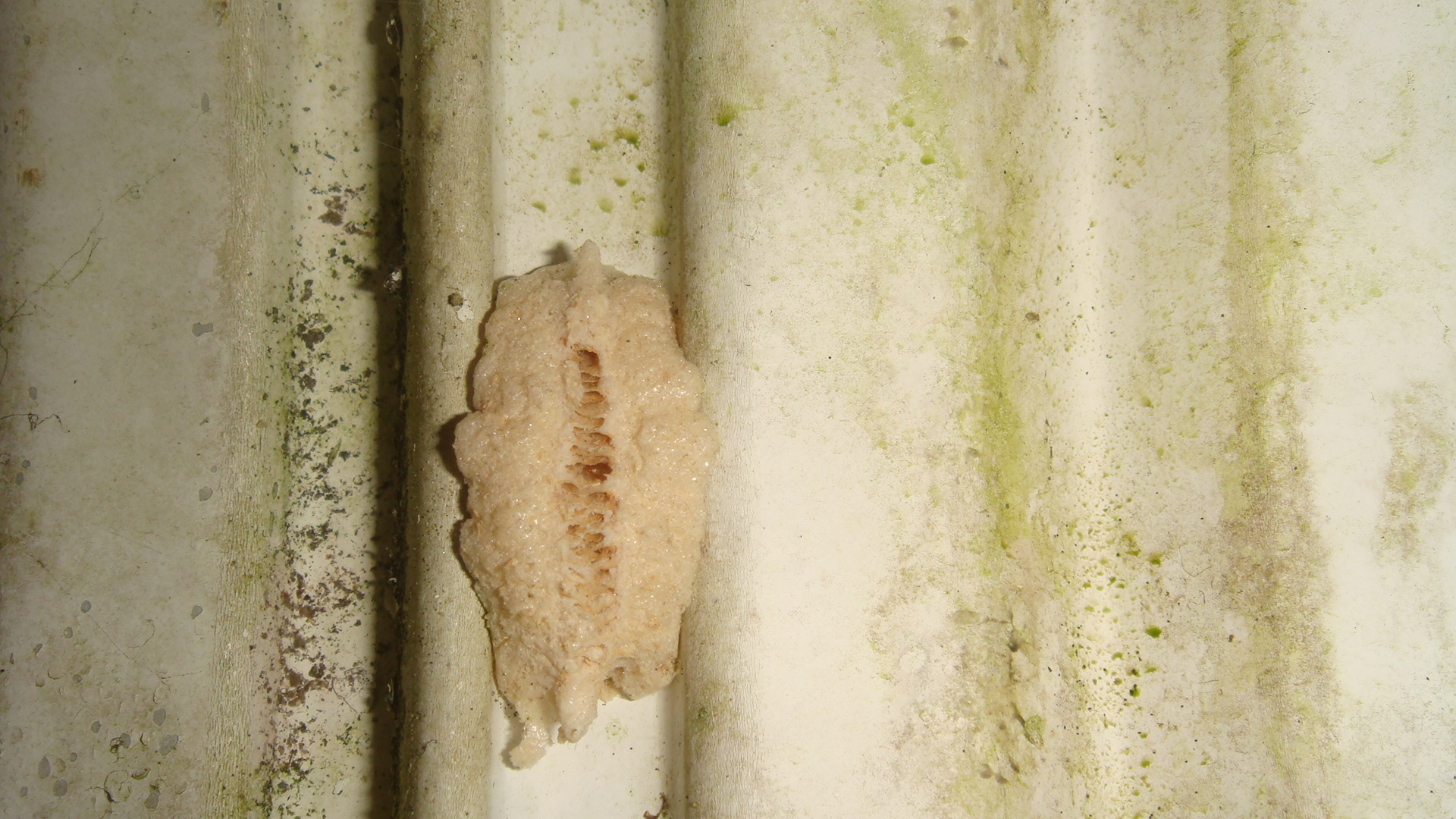
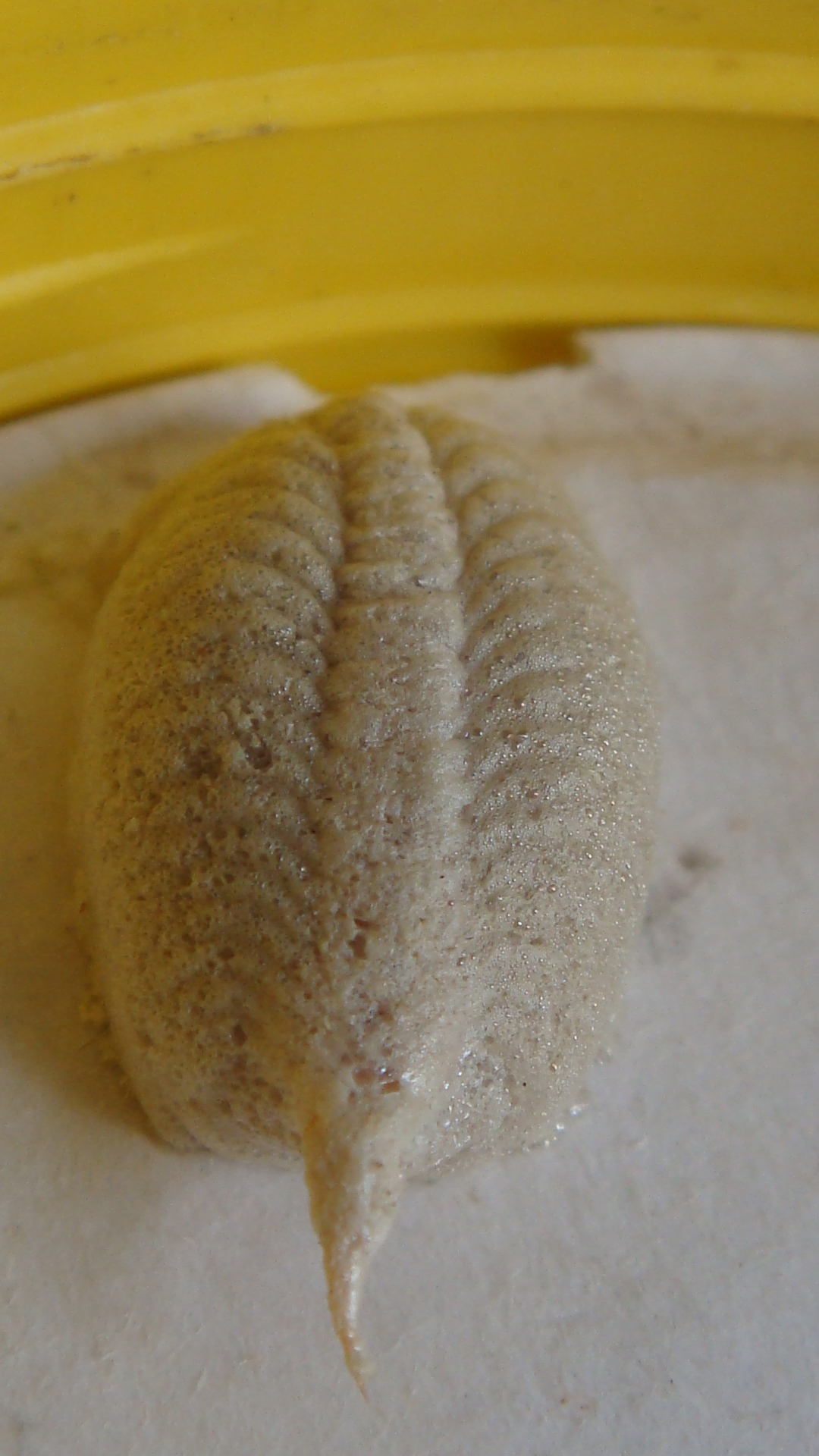
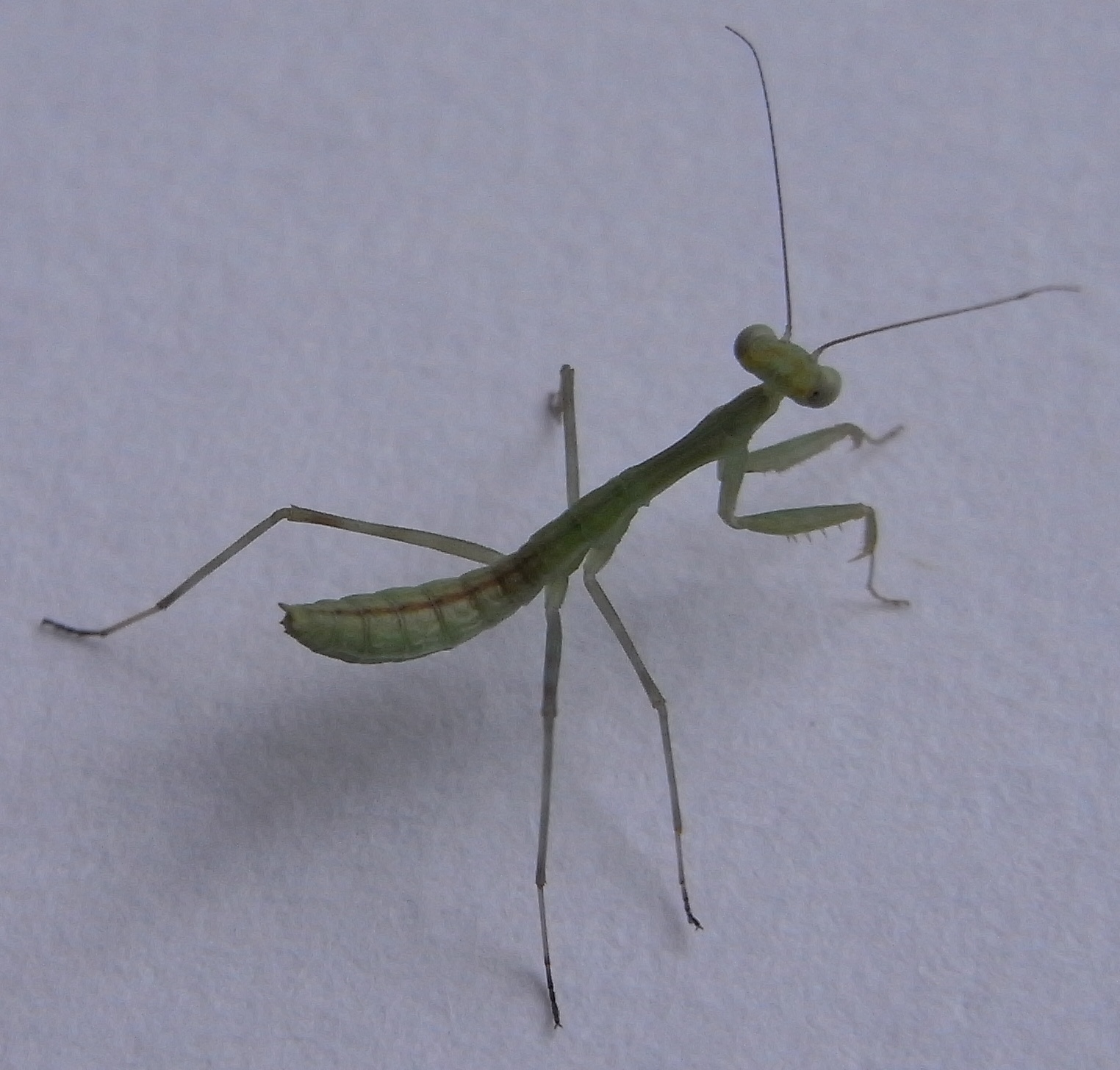

## Dottertaxa tillMiomantis, i alfabetisk ordning[1]
- Miomantis abyssinica
- Miomantis acuticeps
- Miomantis aequalis
- Miomantis affinis
- Miomantis alata
- Miomantis amanica
- Miomantis andreinii
- Miomantis annulipes
- Miomantis arabica
- Miomantis asignata
- Miomantis aurantiaca
- Miomantis aurea
- Miomantis australis
- Miomantis binotata
- Miomantis bintumanensis
- Miomantis brachyptera
- Miomantis brevipennis
- Miomantis brunni
- Miomantis buettneri
- Miomantis caffra
- Miomantis cinnabarina
- Miomantis ciprianii
- Miomantis coxalis
- Miomantis devylderi
- Miomantis diademata
- Miomantis ehrenbergi
- Miomantis exilis
- Miomantis fallax
- Miomantis feminina
- Miomantis fenestrata
- Miomantis gracilis
- Miomantis griffinii
- Miomantis gyldenstolpei
- Miomantis helenae
- Miomantis kibweziana
- Miomantis kilimandjarica
- Miomantis lacualis
- Miomantis lamtoensis
- Miomantis longicollis
- Miomantis menelikii
- Miomantis milmilena
- Miomantis minuta
- Miomantis misana
- Miomantis moerana
- Miomantis mombasica
- Miomantis monacha
- Miomantis montana
- Miomantis multipunctata
- Miomantis nairobiensis
- Miomantis natalica
- Miomantis nyassensis
- Miomantis ornata
- Miomantis paykullii
- Miomantis pellucida
- Miomantis planivertex
- Miomantis prasina
- Miomantis preussi
- Miomantis pygmaea
- Miomantis quadripunctata
- Miomantis rebeli
- Miomantis rehni
- Miomantis rouxi
- Miomantis rubra
- Miomantis sangarana
- Miomantis saussurei
- Miomantis scabricollis
- Miomantis semialata
- Miomantis sjostedti
- Miomantis steelae
- Miomantis tangana
- Miomantis tenuis
- Miomantis usambarica
- Miomantis vitrea
- Miomantis wittei